# Discografia degli MxPx
Gli MxPx sono un gruppo pop punk/skate punk nato nel 1992 a Bremerton, negli USA. La band ha la particolarità di appartenere alla fede cristiana, con relativi testi, e quindi rientra anche nella categoria Christian punk.
La discografia degli MxPx comprende dieci album in studio (tra cui uno speciale natalizio), un album dal vivo, quattro compilation, due video album e ventitré singoli.

## Album

### Album in studio
| 1994                                           | Pokinatcha - Data di pubblicazione: 4 ottobre 1994 - Etichetta: Tooth & Nail                               | —  | —  | —  |      |
| 1995                                           | Teenage Politics - Data di pubblicazione: 4 giugno 1995 - Etichetta: Tooth & Nail                          | —  | —  | 19 |      |
| 1996                                           | Life in General - Data di pubblicazione: 19 novembre 1996 - Etichetta: Tooth & Nail                        | —  | —  | 16 |      |
| 1998                                           | Slowly Going the Way of the Buffalo - Data di pubblicazione: 16 giugno 1998 - Etichetta: Tooth & Nail, A&M | 99 | —  | 2  | Gold |
| 2000                                           | The Ever Passing Moment - Data di pubblicazione: 16 maggio 2000 - Etichetta: A&M                           | 56 | —  | 1  |      |
| 2003                                           | Before Everything & After - Data di pubblicazione: 16 settembre 2003 - Etichetta: A&M                      | 51 | —  | —  |      |
| 2005                                           | Panic - Data di pubblicazione: 6 giugno 2005 - Etichetta: SideOneDummy                                     | 77 | 3  | 1  |      |
| 2007                                           | Secret Weapon - Data di pubblicazione: 16 luglio 2007 - Etichetta: Tooth & Nail                            | 76 | —  | 1  |      |
| 2012                                           | Plans Within Plans - Data di pubblicazione: 3 aprile 2012 - Etichetta: Tooth & Nail                        | —  | 45 | 23 |      |
| "—" indica una pubblicazione non classificata. | |    |    |    |      |

### EP
| Anno | Dettagli                                                                                           | Posizione in classifica | Posizione in classifica | Posizione in classifica | Certificazione RIAA |
| Anno | Dettagli                                                                                           | US                      | US Indie                | US Christ               | Certificazione RIAA |
| ---- | -------------------------------------------------------------------------------------------------- | ----------------------- | ----------------------- | ----------------------- | ------------------- |
| 1996 | Move to Bremerton - Data di pubblicazione: 1996 - Etichetta: Tooth & Nail                          | —                       | —                       | —                       |                     |
| 1997 | Small Town Minds - Data di pubblicazione: 1997 - Etichetta: Tooth & Nail                           | —                       | —                       | —                       |                     |
| 2000 | The Broken Bones - Data di pubblicazione: 2000 - Etichetta: A&M                                    | —                       | —                       | —                       |                     |
| 2001 | The Renaissance EP - Data di pubblicazione: May 22, 2001 - Etichetta: Fat Wreck Chords             | 128                     | 3                       | 6                       |                     |
| 2001 | Fat Club 7" - Data di pubblicazione: 2001 - Etichetta: Fat Wreck Chords                            | —                       | —                       | —                       |                     |
| 2004 | The AC/EP - Data di pubblicazione: 2004 - Etichetta: SideOneDummy                                  | —                       | —                       | —                       |                     |
| 2009 | Left Coast Punk - Data di pubblicazione: 17 novembre 2009 - Etichetta: Rock City Recording Company | —                       | —                       | —                       |                     |

### Album Cover
| 1995                                           | On the Cover - Data di pubblicazione: 28 novembre 1995 - Etichetta: Tooth & Nail | — | — | 37 |  |
| 2009                                           | On the Cover II - Data di pubblicazione: 24 marzo 2009 - Etichetta: Tooth & Nail | — | — | —  |  |
| "—" indica una pubblicazione non classificata. |                                                                                  |   |   |    |  |

### Album di Natale
| 2009                                           | Punk Rawk Christmas - Data di pubblicazione: December 1, 2009 - Etichetta: Rock City Recording Company | - | — | - |  |
| "—" indica una pubblicazione non classificata. | |   |   |   |  |

### Album dal vivo
| 1999                                           | At the Show - Data di pubblicazione: 27 luglio 1999 - Etichetta: Tooth & Nail | 189 | — | 5 |  |
| "—" indica una pubblicazione non classificata. |                                                                               |     |   |   |  |

### Compilation
| 1998                                           | Let It Happen - Data di pubblicazione: November 10, 1998; November 21, 2006 (re-release) - Etichetta: Tooth & Nail | 161 | —  | 9 |  |
| 2002                                           | Ten Years and Running - Data di pubblicazione: May 21, 2002 - Etichetta: Tooth & Nail                              | 147 | —  | 8 |  |
| 2006                                           | Let's Rock - Data di pubblicazione: November 13, 2006 - Etichetta: SideOneDummy                                    | —   | 34 | — |  |
| 2008                                           | The Ultimate Collection - Data di pubblicazione: March 11, 2008 - Etichetta: Tooth & Nail                          | —   | —  | — |  |
| "—" indica una pubblicazione non classificata. | |     |    |   |  |

## Video Album
| Anno | Dettagli                                                        |
| ---- | --------------------------------------------------------------- |
| 2004 | B-Movie - Data di pubblicazione: 2004 - Etichetta: SideOneDummy |
| 2009 | Triple Threat - Data di pubblicazione: March 17, 2009           |

### Singoli
| 1994 | "Want Ad"                             | —  | Pokinatcha                                     |
| 1995 | "Teenage Politics"                    | —  | Teenage Politics                               |
| 1995 | "Punk Rawk Show"                      | —  | Teenage Politics                               |
| 1996 | "Money Tree"                          | —  | Teenage Politics                               |
| 1997 | "Doing Time"                          | —  | Life in General                                |
| 1997 | "Move to Bremerton"                   | —  | Life in General                                |
| 1998 | "Chick Magnet"                        | —  | Life in General                                |
| 1998 | "I'm OK, You're OK"                   | —  | Slowly Going the Way of the Buffalo            |
| 2000 | "Responsibility"                      | 24 | The Ever Passing Moment                        |
| 2002 | "My Mistake"                          | —  | Ten Years and Running                          |
| 2003 | "Everything Sucks (When You're Gone)" | —  | Before Everything & After                      |
| 2004 | "Grey Skies Turn Blue"                | —  | The AC/EP                                      |
| 2005 | "Heard That Sound"                    | —  | Panic                                          |
| 2005 | "Wrecking Hotel Rooms"                | —  | Panic                                          |
| 2006 | "Breathe Deep"                        | —  | Let's Rock                                     |
| 2006 | "Running out of Time"                 | —  | Let's Rock                                     |
| 2006 | "Role Remodeling"                     | —  | Let It Happen - Deluxe Edition                 |
| 2007 | "Secret Weapon"                       | —  | Secret Weapon                                  |
| 2007 | "You're On Fire"                      | —  | Secret Weapon                                  |
| 2007 | "Shut It Down"                        | —  | Secret Weapon                                  |
| 2008 | "Contention"                          | —  | Secret Weapon                                  |
| 2009 | "End"                                 | —  | Left Coast Punk                                |
| 2012 | "Far Away"                            | —  | Plans Within Plans                             |
|      |                                       |    | "—" indica una pubblicazione non classificata. |

### Apparizioni in Compilation
- "I Can Be Friends With You" (1996) dall'album Never Say Dinosaur, tributo al gruppo Christian Rock contemporaneo Petra.
- "Chick Magnet" (1996) apparsa nella commedia Harold & Kumar Go to White Castle.
- "Party, My House, Be There" (1999) dall'album A Compilation Of Warped Music II pubblicato dalla Side One Dummy Records.
- "The Next Big Thing" (2000) si può trovare nel gioco Supercross 2000 per PlayStation e Nintendo 64.
- "GSF" (2000) dall'album Kung Fu Sampler numero 2: The "Gone With the Wind" of Punk Rock Samplers.
- "Christmas Day" (fan club track) (2001) da Happy Christmas Vol. 2, album pubblicato dalla BEC Recordings.
- "Punk Rawk Show" (1995) nella compilation X 2003.
- "Scooby Doo" (2002) nella colonna sonora del film Scooby Doo.
- "Wrecking Hotel Rooms" (2003) nella colonna sonora del film Bad Boys II.
- "Shout" (2003) cover e video musicale facente parte dell'edizione Double Secret Probation di Animal House.
- "Wrecking Hotel Rooms (Live)" (2003) in Ozzfest 2003.
- "Christmas Night of the Living Dead" (2003) dall'album A Santa Cause - It's A Punk Rock Christmas.
- "Play It Loud" (2003) usata nel videogioco di snowboarding SSX 3 per the PlayStation 2, Xbox, and GameCube.
- "Play It Loud" (2003) apparsa nel film MTV Wuthering Heights.
- "Everything Sucks (When You're Gone)" (2003) apparsa nel film MTV Wuthering Heights.
- "Doing Time" (2004) nella colonna sonora del film New York Minute.
- "The Empire" (2004) scritta in collaborazione con Mark Hoppus per la colonna sonora di The Passion of the Christ.
- "First Day of the Rest of Our Lives" (2004) dall'album Before Everything & After, è stata usata nel film A Cinderella Story.
- "Heard That Sound" compare nel videogioco Burnout Revenge per PlayStation 2, Xbox e Xbox 360.
- "The Setting Sun" (2006) nel videogioco sparatutto in prima persona Prey, della 3D Realms.
- "Late Again" usata nella versione per console di The Sims 2, ma il testo è stato adattato al linguaggio dei Sims.
- "Secret Weapon" utilizzata nel 2008 dalla THQ per il videogioco MX vs. ATV: Untamed per PlayStation 3.
- "Kids In America" compare in NHL 10 della EA Sports per PlayStation 3 e Xbox 360.
- "Hey Porter" cover per l'album All Aboard: A Tribute to Johnny Cash del 2008.